# Jožef Kofalt
Jožef Kofalt, slovenski duhovnik, * 20. april 1909, Krvavčji Vrh, † 15. junij 1942, Brezova Reber.

## Življenje
Po končani gimnaziji v Novem mestu je stopil v bogoslovno semenišče v Ljubljani, kjer je 8. julija 1934 tudi prejel mašniško posvečenje.  Najprej je deloval kot kaplan v Leskovcu, po nemški okupaciji območja ob Savi pa se je odselil v semiško podružnico sv. Florjana na domači Krvavčji Vrh. Kasneje je bil imenovan za kaplana v Adlešičih. 

V medvojnem času se ni vpletal v vojaške organizacije, zato so mu tudi nasprotniki očitali le besedno propagando. Kljub temu so ga leta 1942, skupaj z drugimi duhovniki, mučili in ubili partizani, ki so izvrševali navodila Glavnega poveljstva partizanskih čet, da se zagrozi s smrtjo vsakomur, ki bi po njihovem mnenju ogrožal OF, ki je bila že pod vodstvom Komunistične partije. V Beli krajini so posebne partizanske enote v maju in juniju začele z izvrševanjem ukaza in tako med prvimi odpeljale in ubile profesorja Ovna iz Stranske vasi, nato Jožefa Kofalta in njegovega soseda Jožeta Pluta z ženo Frančiško. Vsi trije so umrli mučeniške smrti. 
V ljubljanski semeniški kongregacijski kroniki piše, da so Kofalta ubili 15. junija 1942 v partizanskem taborišču na Brezovi Rebri pri Semiču. Bil je prvi od komunistov ubiti duhovnik v Beli krajini (manjka citat).

Po letu 1950 so ga na skrivaj prekopali, ker so nekateri vedeli za njegov grob, sedaj je pokopan v družinskem grobu Kofaltovih. 